# Zdeněk Grygera
Zdeněk Grygera (* 14. května 1980 v Přílepech) je bývalý český fotbalový obránce a reprezentant České republiky, mistr Evropy hráčů do 21 let z roku 2002. Univerzální rychlostně vybavený obránce, dobře četl hru. Kvůli zdravotním problémům přerušil v prosinci 2012 profesionální kariéru, nevyloučil však svůj návrat v létě 2013 v rakouské nebo české lize. Nakonec se rozhodl aktivní kariéru definitivně ukončit.
Angažoval se v charitativním projektu Zelený život. V únoru 2015 se stal manažerem pro mezinárodní vztahy a sportovní rozvoj v moravském klubu FC Fastav Zlín.

## Klubová kariéra
Zdeněk Grygera začínal v Holešově, pak přešel v 17 letech do Zlína, kde odehrál jednu sezónu a přestoupil následně do Drnovic.

### FC Petra Drnovice
V Drnovicích odehrál Zdeněk Grygera během dvou sezón celkem 54 ligových zápasů, v nichž dal 3 góly.

### AC Sparta Praha
V červenci 2000 přestoupil Grygera za cca 20 milionů Kč do Sparty Praha, kde podepsal čtyřletou smlouvu. Měl nabídku i z konkurenční Slavie Praha, ale rozhodl se pro Spartu.
Sezónu 2000/01 dokončil s 15 absolvovanými zápasy, během nichž se gólově neprosadil. První ligový gól za Spartu vstřelil až ve 28. kole následujícího ročníku 2001/02 29. dubna 2002 proti domácímu Brnu, když v 55. minutě jediným gólem z pokutového kopu utkání rozhodl. Celkem odehrál ve svém druhém roce působení v Praze 21 zápasů.
V listopadu 2002 měl incident se sparťanskými fanoušky, kterým se nelíbilo nasazení během zápasu Poháru UEFA s tureckým Denizlisporem a na hráče pískali (Sparta vyhrála 1:0). Grygera se vyjádřil, že pískající diváci mají raději zůstat doma. 11. května 2003 vstřelil svůj druhý a poslední ligový gól v dresu Sparty Praha proti hostujícímu Jablonci. Sparta vyhrála 2:0. Ligovou sezónu 2002/03 ukončil s 29 odehranými střetnutími a výše zmíněnou 1 vstřelenou brankou.
S klubem získal dva tituly mistra České republiky - v sezoně 2000/01 a 2002/03.

### Ajax Amsterdam
21. července 2003 přestoupil za cca 112 milionů Kč do týmu nizozemské nejvyšší soutěže Ajaxu Amsterdam, kde podepsal čtyřletou smlouvu. Usiloval o něj i klub z francouzské Ligue 1 AS Monaco a ruský celek CSKA Moskva, ale český obránce dal přednost přednímu nizozemskému týmu, který pravidelně hrával v lize na špici a účastnil se evropských pohárů. Ve hře byla i možnost přestupu do italského Juventus FC, ze kterého však sešlo. Samotný hráč byl trochu zklamaný, italská liga byla jeho snem. V Ajaxu se setkal se svým reprezentačním spoluhráčem Tomášem Galáskem  a také např. se švédským útočníkem Zlatanem Ibrahimovićem.
Ve své první sezóně za Ajax (2003/04) jej pronásledovala řada zranění, nejprve otřes mozku, pak poraněná šlacha v koleně a nakonec problémy s páteří. V předposledním kole nizozemské ligy 9. května 2004 nastoupil po 6 týdnech pauzy a byl u výhry 2:0 nad NAC Breda. Tento výsledek znamenal titul pro Ajax s Grygerou v sestavě, protože v posledním kole už nemohl být soupeři předstižen. Byl to již třetí ligový titul českého obránce (předchozí dva získal se Spartou Praha).

### Juventus FC
V létě roku 2007 se Grygera upsal Juventusu, vyšlo mu tak vytoužené angažmá. Ve své první sezóně 2007/08 skončil s klubem na třetí příčce Serie A za Interem Milán a AS Řím. Grygera během 24 zápasů přispěl jedním gólem, bylo to v zápase 9. března 2008 proti domácímu Janovu. Zdeněk otevíral ve 25. minutě skóre, Juventus vyhrál nakonec 2:0.
Následující ligovou sezónu 2008/09 se turínský klub umístil ještě o příčku výše, skončil na druhém místě za obhájcem titulu Interem Milán. Grygera byl v sezóně vytížený, nastoupil k 31 zápasům a vstřelil v nich 2 branky. První 13. listopadu 2008 v utkání opět proti Janovu, když se prosadil v 6. minutě (gól na 1:0), Juventus zvítězil na domácím hřišti rozdílem třídy 4:1. Druhý gól přidal 18. dubna 2009, v nastaveném čase prestižního zápasu s hostujícím Interem Milán zajistil remízu 1:1.
V sezónách 2009/10 (19 odehraných zápasů) a 2010/11 (13 odehraných zápasů) se v lize gólově neprosadil. V sezóně 2010/11 se mu nedostávalo velkého zápasového vytížení a Juventus se s ním dohodl na předčasném ukončení smlouvy. Zdeněk Grygera tak mohl zamířit do anglického Fulhamu, který o něj projevil zájem.

### Fulham FC
Po čtyřech letech působení v Itálii se rozhodl pokračovat v kariéře v dresu londýnského Fulhamu, kam přišel jako volný hráč. Dostal dres s číslem 26. Svůj debut odehrál v zápase Evropské ligy 15. září 2011 proti FC Twente (remíza 1:1). V Barclays Premier League debutoval 23. září 2011 na hřišti West Bromwiche (0:0), nastoupil v základní sestavě a v 61. minutě obdržel žlutou kartu. Poté nastoupil ještě v ligových zápasech proti Queens Park Rangers FC (2. října, výhra 6:0), Evertonu (23. října, prohra 1:3) a Wiganu (29. října, výhra 2:0).
Ve svém pátém ligovém utkání proti Tottenhamu 6. listopadu 2011 utrpěl zranění kolena, které jej vyřadilo ze hry do konce sezóny. Kvůli vleklým zdravotním problémům ukončil v prosinci 2012 profesionální kariéru v anglickém klubu.

## Reprezentační kariéra

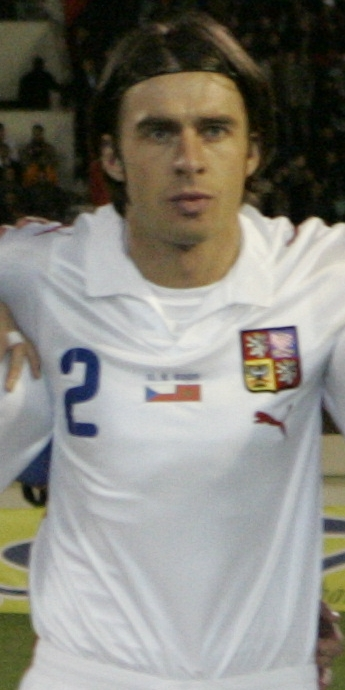
Zdeněk Grygera v reprezentačním dresu České republiky

### Mládežnické výběry
Zdeněk Grygera nastoupil za některé mládežnické výběry České republiky. Vrchol jeho mládežnické kariéry přišel v roce 2002, kdy s českým týmem získal titul mistra Evropy v kategorii do 21 let.
Bilance:
- reprezentace do 17 let: 9 utkání (3 výhry, 3 remízy, 3 prohry), 1 vstřelený gól
- reprezentace do 18 let: 11 utkání (4 výhry, 3 remízy, 4 prohry), 0 vstřelených gólů
- reprezentace do 21 let: 14 utkání (7 výher, 4 remízy, 3 prohry), 1 vstřelený gól

#### Mistrovství Evropy hráčů do 21 let 2000
V základní skupině A mistrovství Evropy hráčů do 21 let v roce 2000 konaném na Slovensku se česká reprezentace střetla postupně s celky Španělska, Nizozemska a Chorvatska. Do finále postupoval vítěz skupiny, druhý tým skupiny se kvalifikoval do zápasu o bronz. První remízový zápas 27. května 2000 se Španělskem (1:1) odehrál Grygera celý a v 52. minutě dostal žlutou kartu. Nastoupil i ve druhém utkání 29. května v Trenčíně proti Nizozemsku, český tým zvítězil nad soupeřem 3:1. V posledním utkání skupiny 1. června proti Chorvatsku odehrál rovněž kompletní počet minut. Utkání s divokým průběhem skončilo výhrou českého družstva 4:3 a postupem do finále proti Itálii.
Ve finále jej poslal trenér Karel Brückner do zápasu v 65. minutě za stavu 1:1 za Davida Jarolíma, český tým nakonec prohrál gólem Pirla z 81. minuty. Zdeněk Grygera získal s týmem stříbrné medaile.

#### Mistrovství Evropy hráčů do 21 let 2002
Zúčastnil se i mistrovství Evropy hráčů do 21 let v roce 2002 ve Švýcarsku, kde česká reprezentační jedenadvacítka vyhrála svůj premiérový titul, když ve finále porazila Francii na pokutové kopy. Systém se změnil, první dva celky ze základních skupin postupovaly do semifinále.
V prvním zápase základní skupiny B 16. května prohrála česká reprezentace s Francií (prohra 0:2), trenér Miroslav Beránek Grygeru nenasadil. 19. května následoval zápas s Belgií, Zdeněk odehrál již kompletní utkání, které skončilo vítězstvím ČR 1:0. V posledním zápase skupiny proti Řecku 21. května Grygera otevřel skóre v 36. minutě gólem z pokutového kopu, zápas poté dospěl k remíze 1:1.
V semifinále 25. května narazilo české mládežnické družstvo na tým Itálie, který porazilo zlatým gólem na 3:2 Michala Pospíšila v 9. minutě prodloužení. Zdeněk Grygera odehrál celý zápas.
Ve finále 28. května se ČR opět střetla se svým soupeřem ze základní skupiny Francií. Tentokrát gól v řádné hrací době ani v prodloužení nepadl a musely rozhodnout pokutové kopy. V nich exceloval Petr Čech, jenž zlikvidoval 3 ze 4 pokusů soupeře a český tým slavil svůj první titul. Grygera odehrál opět plný počet minut i s prodloužením a po penaltovém rozstřelu se mohl se spoluhráči radovat ze zisku zlaté medaile.

### A-mužstvo
První zápas v reprezentaci odehrál 15. srpna 2001 proti Jižní Koreji, přátelské utkání skončilo výhrou českého týmu 5:0. Grygera odehrál celé střetnutí. 12. února 2003 si připsal první gólovou trefu v reprezentačním dresu během přátelského utkání proti domácí Francii. V 7. minutě otevřel skóre, když pěknou střelou překonal francouzského brankáře Ulricha Ramého, český tým si z Francie odvezl vítězství 2:0. Druhý gól vstřelil v domácím kvalifikačním utkání o Euro 2008 17. listopadu 2007 na Letné proti Slovensku. Ve 13. minutě vstřelil první branku zápasu, který česká reprezentace vyhrála poměrem 3:1.
Účast Zdenka Grygery na vrcholových turnajích:
- ME 2004 v Portugalsku
- MS 2006 v Německu
- ME 2008 v Rakousku a Švýcarsku

#### Euro 2004
Na evropském šampionátu 2004 v Portugalsku byl český tým nalosován do poměrně těžké skupiny s Německem, Nizozemskem a Lotyšskem. V prvním utkání 15. června 2004 proti Lotyšsku prohrávalo české mužstvo po gólu Mārise Verpakovskise 0:1 a výsledek otočilo, když obránce Grygeru vystřídal v 56. minutě na hřišti útočník Marek Heinz. ČR vyhrála 2:1.
Druhý zápas nastoupila česká reprezentace 19. června 2004 na stadionu v Aveiru proti Nizozemsku. V památném utkání prohrávala v 19. minutě 0:2, ale dokázala otočit na 3:2 a jako jediná si zajistit postup do čtvrtfinále již ve druhém kole (napomohl tomu remízový zápas Německa s Lotyšskem), navíc z prvního místa. Na obou inkasovaných gólech měl český obránce svůj podíl, proto jej nespokojený trenér Karel Brückner stáhl ve 25. minutě ze hry (místo něj poslal na hřiště Vladimíra Šmicera).
V posledním vystoupení českého celku v základní skupině si trenér Brückner mohl dovolit 9 změn v sestavě, Grygeru nenasadil. Český tým porazil Německo 2:1 a vyhrál skupinu s plným počtem bodů (9).
Ve čtvrtfinále 27. června 2004 narazilo národní mužstvo na Dánsko, celek vyznávající rovněž ofenzivní hru. Ve 39. minutě střídal Grygera na hřišti zraněného Martina Jiránka, česká reprezentace zvítězila nad skandinávským soupeřem přesvědčivě 3:0. V semifinále se favorizovaný český tým utkal s překvapením turnaje Řeckem a podlehl mu 0:1 po prodloužení, rozhodl stříbrný gól Traianose Dellase. Zdeněk Grygera odehrál celý zápas. Poražení semifinalisté šampionátu (ČR a Nizozemsko) obdrželi bronzové medaile.

#### Mistrovství světa 2006
Na MS 2006 v Německu se střetla česká reprezentace v základní skupině E postupně s USA, Ghanou a Itálií. V prvních dvou zápasech 12. června 2006 proti USA (výhra ČR 3:0) a 17. června 2006 s Ghanou (prohra 0:2) Grygera nastoupil v základní sestavě a odehrál kompletní počet minut. V zápase s USA inkasoval žlutou kartu.
V závěrečném zápase základní skupiny 22. června proti Itálii také odehrál celý zápas, byl svědkem prohry 0:2, která znamenala obsazení nepostupového třetího místa se 3 body za Itálií a Ghanou.

#### Euro 2008
Na ME 2008 ve Švýcarsku a Rakousku byl český tým nalosován do základní skupiny A se Švýcarskem, Portugalskem a Tureckem. V prvním zápase (zahajovací utkání šampionátu) proti Švýcarsku (výhra ČR 1:0) a ve druhém utkání s Portugalskem (prohra 1:3) nastoupil v základní sestavě a obě utkání dokončil. Ve třetím utkání s Tureckem, v němž se oba celky utkaly o přímý postup do čtvrtfinále byl Grygera na hřišti u kolapsu českého týmu, který nedokázal v závěru udržet náskok 2:0 a prohrál výsledkem 2:3.

### Reprezentační góly a zápasy
Góly Zdeňka Grygery za českou reprezentaci do 21 let
| Gól | Datum           | Stadion             | Soupeř | Skóre (min.) | Výsledek | Soutěž      |
| --- | --------------- | ------------------- | ------ | ------------ | -------- | ----------- |
| 010 | 21. května 2002 | Lausanne, Švýcarsko | Řecko  | 01:0 0(36.)  | 1:1      | ME U21 2002 |

Góly Zdeňka Grygery za A-mužstvo české reprezentace

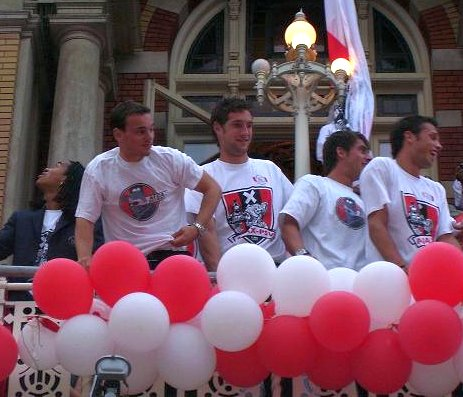
Fotbalisté Ajaxu Amsterdam, zleva: Urby Emanuelson, Wesley Sneijder, Maarten Stekelenburg, Zdeněk Grygera a John Heitinga.

| Gól | Datum              | Stadion              | Soupeř    | Skóre (min.) | Výsledek | Soutěž                   |
| --- | ------------------ | -------------------- | --------- | ------------ | -------- | ------------------------ |
| 010 | 012. února 2003    | Saint-Denis, Francie | Francie   | 00:1 0(7.)   | 0:2      | přátelské utkání         |
| 02  | 17. listopadu 2007 | Letná, Praha         | Slovensko | 01:0 0(13.)  | 3:1      | kvalifikace na Euro 2008 |

| Rok    | Zápasy | Góly |
| ------ | ------ | ---- |
| 2000   | 10     | 0    |
| 2002   | 4      | 1    |
| Celkem | 14     | 1    |

| Rok    | Zápasy | Góly |
| ------ | ------ | ---- |
| 2001   | 5      | 0    |
| 2002   | 6      | 0    |
| 2003   | 7      | 1    |
| 2004   | 11     | 0    |
| 2005   | 9      | 0    |
| 2006   | 10     | 0    |
| 2007   | 3      | 1    |
| 2008   | 8      | 0    |
| 2009   | 6      | 0    |
| Celkem | 65     | 2    |